# Tiro olímpico en los Juegos Suramericanos de 2010
Se detallan los resultados de las competiciones deportivas para la especialidad de Tiro olímpico
en los IX Juegos Suramericanos.

## Tiro olímpico
El campeón de la especialidad Tiro olímpico fue  Brasil en base al número total de medallas de oro. Mientras que  Argentina logró el mayor número total de medallas otorgadas.

### Medallero
Los resultados del medallero por información de la Organización de los Juegos Medellín 2010
fueron:

#### Medallero total
País anfitrión en negrilla. La tabla se encuentra ordenada por la cantidad de medallas de oro
| Núm.  | País                  | Oro | Plata | Bronce | Total | Orden por Total |
| ----- | --------------------- | --- | ----- | ------ | ----- | --------------- |
| 1     | Brasil                | 10  | 6     | 5      | 21    | 2               |
| 2     | Venezuela             | 8   | 7     | 2      | 17    | 3               |
| 3     | Argentina             | 6   | 10    | 10     | 26    | 1               |
| 4     | Chile                 | 4   | 3     | 3      | 10    | 4               |
| 5     | Colombia              | 2   | 2     | 5      | 9     | 5               |
| 6     | Bolivia               | 2   | 1     | 5      | 8     | 6               |
| 7     | Perú                  | 1   | 5     | 3      | 9     | 5               |
| 8     | Antillas Neerlandesas | 1   | 0     | 0      | 1     | 7               |
| 9     | Uruguay               | 0   | 0     | 1      | 1     | 7               |
| TOTAL | TOTAL                 | 34  | 34    | 34     | 102   |                 |

Fuente: Organización de los IX Juegos Suramericanos Medellín 2010

#### Medallero por género
País anfitrión en negrilla. La tabla se encuentra ordenada por la cantidad de medallas de oro
| Clasificación por Oro | País                  | Hombres | Hombres | Hombres | Hombres | Mujeres | Mujeres | Mujeres | Mujeres | Mixtos | Mixtos | Mixtos | Mixtos | TOTAL | Clasificación por Total |
| Clasificación por Oro | País                  |         |         |         | Total   |         |         |         | Total   |        |        |        | Total  | TOTAL | Clasificación por Total |
| 1                     | Brasil                | 9       | 3       | 3       | 15      | 1       | 3       | 2       | 6       | 0      | 0      | 0      | 0      | 21    | 2                       |
| 2                     | Venezuela             | 2       | 5       | 2       | 9       | 6       | 2       | 0       | 8       | 0      | 0      | 0      | 0      | 17    | 3                       |
| 3                     | Argentina             | 3       | 6       | 8       | 17      | 3       | 4       | 2       | 9       | 0      | 0      | 0      | 0      | 26    | 1                       |
| 4                     | Chile                 | 3       | 2       | 1       | 6       | 1       | 1       | 2       | 4       | 0      | 0      | 0      | 0      | 10    | 4                       |
| 5                     | Colombia              | 2       | 1       | 2       | 5       | 0       | 1       | 3       | 4       | 0      | 0      | 0      | 0      | 9     | 5                       |
| 6                     | Bolivia               | 2       | 0       | 5       | 7       | 0       | 1       | 0       | 1       | 0      | 0      | 0      | 0      | 8     | 6                       |
| 7                     | Perú                  | 1       | 5       | 1       | 7       | 0       | 0       | 2       | 2       | 0      | 0      | 0      | 0      | 9     | 5                       |
| 8                     | Antillas Neerlandesas | 0       | 0       | 0       | 0       | 1       | 0       | 0       | 1       | 0      | 0      | 0      | 0      | 1     | 7                       |
| 9                     | Uruguay               | 0       | 0       | 0       | 0       | 0       | 0       | 1       | 1       | 0      | 0      | 0      | 0      | 1     | 7                       |
| TOTAL                 | TOTAL                 | 22      | 22      | 22      | 66      | 12      | 12      | 12      | 36      | 0      | 0      | 0      | 0      | 102   |                         |

Fuente: Organización de los IX Juegos Suramericanos Medellín 2010